# Станіслав фон Провасек
Стані́слав фон Прова́сек (зустрічається написання його прізвища як Провацек, Провазек і Провачек, нім. Stanislaus Josef Mathias von Prowazek, Edler von Lanow; 12 листопада 1875, Нейгауз (нині чеськ. Jindrichovì Hradci), Богемія — 17 лютого 1915, Коттбус, Німецька імперія) — австрійський мікробіолог і зоолог чеського походження. Першовідкривач збудника епідемічного висипного тифу.

## Біографія

### Ранні роки
Народився у сім'ї селянського походження, члени якої приїхали до історичної області Богемія з іншого регіону Чехії. Його батька, офіцера австро-угорської армії, імператор Австро-Угорщини Франц Йосиф I возвів у дворянство в 1893 році. Того часу Провасек вчився в гімназії в Пльзені й змінив написання свого імені з оригінального Stanislav Provázek на Stanislaus von Prowazek. У гімназії вчився недбало, його навіть залишили на повторний курс у 5-му класі.

### Освіта
Але коли у 1895 році Провасек почав вивчати природничі науки в Празькому університеті, куди поступив під впливом зоолога Бертольда Гатчека і фізика та філософа Ернста Маха, він віддав навчанню максимум наполегливості й наснаги. Після двох років навчання пішов за Гатчеком до Віденського університету, де йому присуджено ступінь доктора філософії в 1899 році після захисту дисертаційної роботи, яка була присвячена вивченню інфузорій.

### Наукова кар'єра
Потім він зосередився на зоології, працюючи з Гатчеком у зоологічних інститутах Відня і Трієста, перш ніж приєднався до Пауля Ерліха в Королівському прусському інституті експериментальної терапії у Франкфурт-на-Майні в 1901 році, а потім працював із Річардом фон Гертвігом у Мюнхені на кафедрі зоології місцевого університету.
У 1903 році прийняв запрошення від Фріца Шаудіна, з яким він познайомився в Трієсті в 1901 році, щоб працювати його помічником у зоологічній частині Берлінського імператорського госпіталю в Ровіне на півострові Істрія в Хорватії. Дружба між Провасеком і Шаудінном стала вирішальною як для їхньої кар'єри, так і для паразитології, незважаючи на короткий час, коли вони працювали разом — менше ніж два роки.

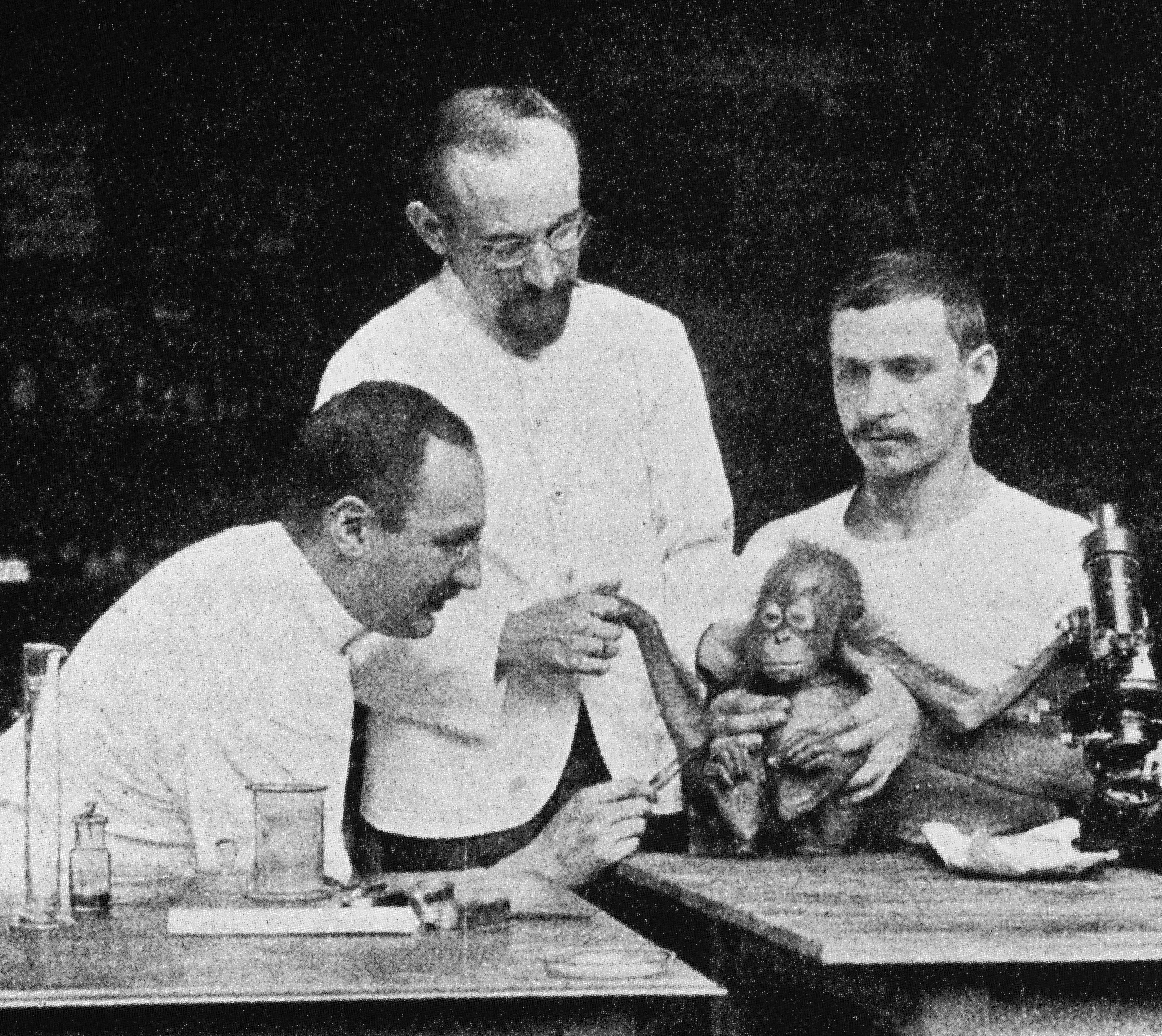
Станіслав фон Провасек (стоїть) і Людвіг Гальберштадтер (зліва) під час проведення дослідження трахоми в сліпого, який тримає дитинча орангутанга.

У 1905 році Провасек прийняв тимчасове керівництво відділом досліджень найпростіших у Берлінському університеті. Наступного року він приєднався до експедиції під керівництвом Альберта Нейссера на Яву для вивчення сифілісу. У Батавії він і радіолог Людвіг Гальберштадтер виявили збудника, який спричинює трахому — тепер відомий як агент Провасека або Провасека-Гальберштадтера. У той же час, він почав свої дослідження коров'ячої віспи.
Після короткого візиту до Японії, Провасек повернувся до Гамбурга, до Інституту морської і тропічної медицини. У 1905 році Фріца Шаудіна було призначено директором зоологічної секції цього інституту. Але після його передчасної смерті в наступному році у 35 років, Провасека було названо його наступником. Подальша кар'єра Провасека часто переривалася, адже він зробив кілька науково-дослідних експедицій.
У 1908 році він вирушив до Ріо-де-Жанейро, щоб вивчити етіологію коров'ячої віспи в Інституті Освальдо Круза в Мангіньосі поблизу цього міста. У 1910 році побував на Суматрі та в німецьких колоніях Західного Самоа, з метою дослідити причини ряду інфекційних захворювань, серед яких була трахома, віспа домашньої птиці, хвороба Ньюкасла, жовтяниця шовкопрядів, епітеліальний десквамативний кон'юнктивіт і контагіозний молюск.

### Відкриття збудника епідемічного висипного тифу і смерть
Протягом 1913—1914 років Провасек здійснив поїздку до Сербії і Константинополя, де лютував епідемічний висипний тиф. Він зробив певні спостереження по етіології, механізму і шляхам передачі й життєвому циклу збудника, який спричинює захворювання, і присвятив останні два роки свого життя вивченню його. Він разом із Хеглером і Енріке да Роше Ліма виявив у кишечнику платтяних вошей, які харчувалися на хворому на епідемічний висипний тиф, поліморфні мікроорганізми і виказав припущення, що вони є збудниками цієї хвороби, які подібні до того патогену, який був раніше описаний Говардом Тейлором Рікеттсом у випадку плямистої гарячки Скелястих Гір в США (нині Rickettsia rickettsii).
У 1915 році Провасек і Енріке да Роше Ліма були направлені для дослідження спалаху, який вибухнув серед російських військовополонених, ув'язнених у таборі поблизу Котбуса в Бранденбургзі, неподалік від польського кордону. Робота йшла у тяжких умовах, які описав сам Провасек:

| Самі ми рятуємося від вошей тільки халатами, які щільно облягають, гумовим взуттям і змазуванням чобіт ганусовим маслом. Вошей тут мільйони ... сиплються дощем. Небезпека інфекції набагато більше, ніж це можна припускати в лабораторії.[7] |
Через це одного разу Провасек заразився і після нетривалого перебігу хвороби помер від епідемічного висипного тифу. Енріке да Роше Ліма заразився у той же час, як і Провасек, але одужав. Він надалі ізолював причинний мікроорганізм у чистій культурі, який назвав Rickettsia prowazekii на честь обох науковців — Рікеттса і Провасека, які померли від епідемічного висипного тифу під час його дослідження.

### Наукові та літературні здобутки
Під час своєї наукової кар'єри Провасек займався широким колом питань, в тому числі про походження осьового філаменту джгутиків, про меротомію, про механізми передачі інфекційних захворювань. Він був першим, хто продемонстрував, що найпростіше Trypanosoma lewisi має особливий етап розвитку в тілі свого хазяїна, пацючій воші. Він зробив ряд експериментів по впровадженню до організмів лабораторних тварин найпростіших, що широко сприяло розвитку паразитології і медицини.
Хоча у Провасека формально не було медичної освіти, він значною мірою розумів медичні проблеми, до яких розв'язання яких він застосував свої широкі біологічні знання і свою майстерність в області хімії і фізики. Був вправним спостерігачем із гострим зором і аналітичним мисленням, міг освоїти тонкі методи і знаходити відповідні засоби, за допомогою яких вивчав посталі перед ним біологічні проблеми. Його праця привела його від загальної морфології і розвитку досліджень до вивчення безпосередньо одноклітинних організмів, які він досліджував за допомогою фізико-хімічних методів. Він не був, однак, власне теоретиком, а розвивав ідеї інших шляхом ретельного дослідження.
Провасек опублікував близько 200 наукових робот. Був одним із засновників часопису «Archiv für Protistenkunde» та його співредактором починаючи з 1901 року, а також засновником і редактором ґрунтовного багатотомного колективного керівництва з проблем патогенних найпростіших «Handbuch der Pathogenen Protozoen».
Також він писав художні твори, які підписував псевдонімом «П. Лейнер» (англ. P. Laner). Перебуваючи в експедиції на Маріанських островах він написав книгу про їхню історію, етнографію, флору і фауну.

## Основні наукові роботи
- Die pathogenen Protozoen (mit Ausnahme der Hämosporidien) (разом із Францем Теодором Дофлейном) — у Kolle and Wassermann's Handbuch der pathogenen Microorganismen. Jena, 1903, volume I: 865—1006.;
- Über Zelleinschlüsse parasitärer Natur beim Trachom, Arb. Gesundh. Amte, Bd 26, S. 44, 1907, (разом із Людвігом Хальберштадтерем); Taschenbuch der mikroskopischen Technik der Protistenuntersuchung, Lpz., 1909;
- Zur Aetiologie des Trachoms. Deutsche medizinische Wochenschrift, August 1907, 33: 1285.1287. (разом із Людвігом Хальберштадтерем);
- Einführung in die Physiologie der Einzelligen (Protozoen), Lpz., 1910;
- Zur Kenntnis der Giemsafärbung vom Standpunkt der Zytologie. — 1914. Düsseldorf.;
- Ätiologische Untersuchungen über den Flecktyphus in Serbein in 1913 und in Hamburg 1914. Beiträge zur Klinik der Infektionskrankheiten und zur Immunitatsforschung, 1915, 4: 5-31.
- Handbuch der pathogenen Protozoen, Bd 1—3, Lpz., 1912—1931.